# استان کربلا
استان کربلا (به عربی: محافظة کربلاء)، یکی از استان‌های هجده‌گانه کشور عراق است که مرکز آن شهر کربلا است. فاصله کربلا تا بغداد ۹۷ کیلومتر است. استان کربلا شامل سه شهرستان به نام‌های کربلا، الهندیه و عین التمر می باشد.
از آثار باستانی کربلا می‌توان از دژ الاخیضر نام برد که در فاصله ۴۸ کیلومتری جنوب شهر کربلا و در فاصله ۱۵۰ کیلومتری بغداد و بر سر راه قدیم حلب - بصره واقع شده‌است غارهای «الطار» که در فاصله سی کیلومتری جنوب شهر کربلا واقع شده و شامل ۴۰۰ غار باستانی است. منطقه باستانی الاقیصر که در فاصه ده کیلومتری شمال غربی دژ الاخیضر قرار دارد و بالاخره قصر شمعون که در شهرستان عین تمر واقع شده‌است.

## جمعیت
جمعیت استان کربلا در سال ۲۰۰۳ در حدود ۹۳۱٬۶۰۰ نفر بدوه است. جمعیت استان کربلا و شهرستانها و حومه‌ها به‌طور اداری براساس سازمان ملل در سال ۲۰۱۱ تخمین زده شده‌است؛ همچنین برآورد شده‌است که ۱٬۰۶۷٬۰۰۰ نفر و شورای استانی جمعیت استان کربلا در سال ۲۰۱۳ حدود ۱٬۳۷۸٬۰۰۰ نفر که حدود ۷۳٪ آنها در مرکز شهر کربلا زندگی می‌کنند که جمعیت تخمینی آن ۹۷۴ هزار نفر است.
تقریباً تمام ساکنان آن شیعه هستند.

## مناطق شهری
- کربلا
- عین التمر
- الهندیه

## مکان‌های زیارتی
در کربلا نقاط دیدنی فرهنگی و تاریخی زیادی وجود دارد که قدمت آن به دوران اسلامی و پیش از اسلام بازمی‌گردد.
- حرم امام حسین (ع)
- حرم حضرت عباس (ع)
- حرم حر بن‌ یزید ریاحی
- حرم عون بن عبدالله
- فورت لاخدار
- کاخ باستان‌شناسی چامون
- شهر توریستی در منطقه تورج
- دریاچه رزازا در منطقه عین التمر
- موزه آستان مقدس عباسی

سایر مناطق شهری استان نیز دارای تعداد زیادی هتل لوکس و هتل‌های بزرگ است.

### زیارتگاه حسین بن علی
حسین ابن علی امام سوم شیعیان است. آرامگاه وی در مرکز شهر واقع شده‌است و اولین کسی که در شهر کربلا سکونت اختیار کرد سید ابراهیم مجاب یکی از فرزندان امام کاظم است و بعدها مردم به او پیوسته و در کنار حرم امام حسین خانه‌های خود را بنا کردند و به تدریج محله‌های کربلا پدید آمد.

### زیارتگاه عباس بن علی
آرامگاه حضرت ابوالفضل در فاصله پانصد متری آرامگاه امام حسین قرار دارد و خیابانی پهن که به نام بین الحرمین معروف است بین این دو حرم قرار دارد.
نهرفرات
شاخه‌هایی از نهر فرات از کنار شهر کربلا می‌گذرد و یک شاخه کم‌آب آن به رودخانه حسینیة نامیده می‌شود در کنار مقام امام زمان جریان دارد وزوار آن جا را به نام نهر علقمه می‌شناسند.

### خیمه گاه
جایگاه خیمه‌ های امام حسین است که در فاصله پانصد متری جنوب آرامگاه امام حسین قرار دارد و امروزه به صورت زیارتگاهی مجلل وکاشیکاری شده درآمده است و گفته می‌شود که ناصرالدین‌شاه قاجار در هنگام زیارت کربلا در آن جا مستقر شده بود.

### زیارتگاه حر بن یزید ریاحی
مرقد حر بن یزید ریاحی در فاصله نه کیلومتری غرب شهر کربلا و در شهرک الحر واقع شده‌است و علت این که جنازه وی را به خارج از میدان معرکه منتقل کردند، این بود که قبیله او یعنی بنی تمیم خود را به معرکه رساندند و جنازه او را برداشته و به مکان فعلی آورده و به خاک سپردند.

### تل زینبیه

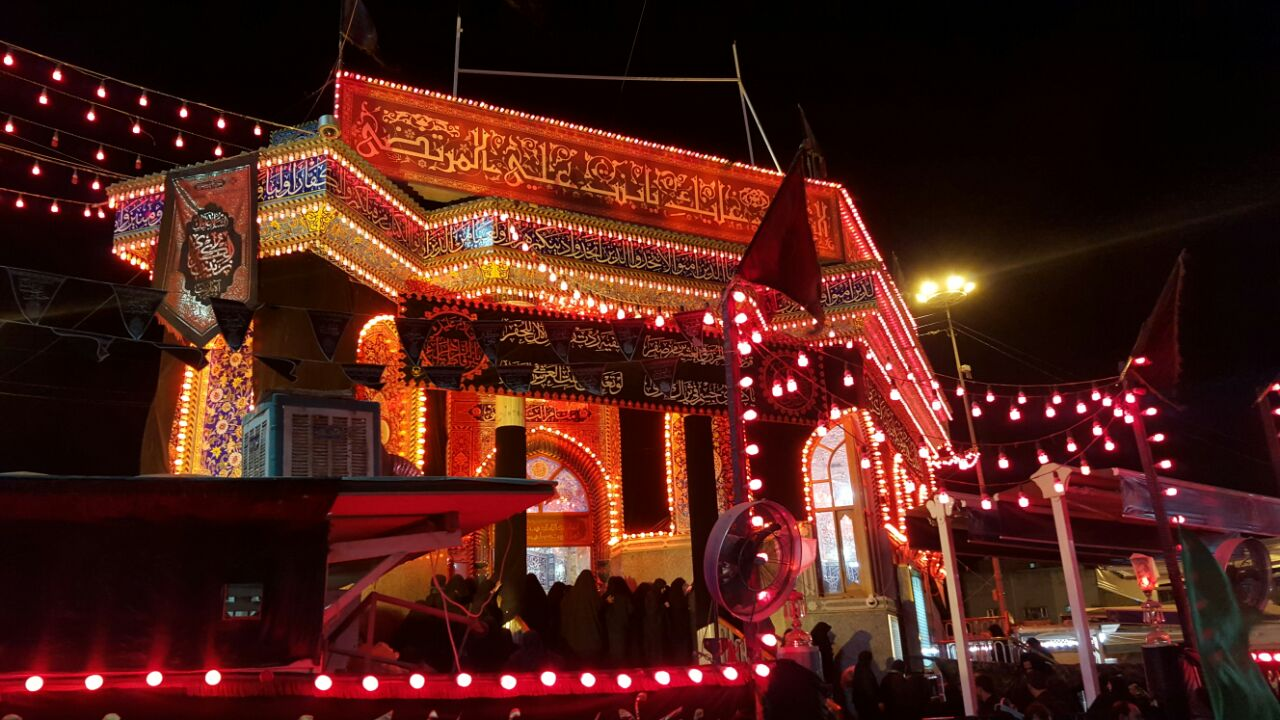
تل زینبیه

تل زینبیه (توضیح بیشتر تاریخی) مکانی در شهر کربلا و در نزدیکی حرم امام حسین است که طبق روایات محل دیدگاه زینب در روز عاشورا نسبت به میدان جنگ بوده‌است. این مکان هم‌اکنون در شهر کربلا به عنوان یکی از مکان‌های زیارتی مسلمانان و شیعیان محسوب می‌شود.